# Partido Comunista de los Trabajadores
El Partit Comunista dels Treballadors (PCT) fou un partit polític espanyol d'ideologia marxista-leninista, creat el 1973 inicialment com a corrent interna del Partit Comunista d'Espanya (PCE) sota el nom d'Oposició d'Esquerra del PCE (OPI). El 1977 va adoptar el nom de PCT i el 1980 es va unir al Partit Comunista d'Espanya (VIII-IX Congressos) el que va donar lloc al Partido Comunista de España-Unificado.